# Basilica di San Lorenzo (El Escorial)
La Basilica di San Lorenzo de El Escorial è un tempio di culto cattolico che fa parte dell'insieme del Monastero dell'Escorial, nella località di San Lorenzo de El Escorial, nella Comunità Autonoma di Madrid in Spagna, che faceva parte dell'arcidiocesi di Toledo. È stata concepita come centro dell'insieme monacale e luogo di commemorazione dei defunti re di Spagna. La titolazione "Basilica" è stata ottenuta per prerogativa papale. In senso liturgico, sono basiliche tutte quelle chiese che, per la loro importanza, per le circostanze storiche, o per aspetti di un certo rilievo, ottengano quello privilegio. Oltretutto, la tradizione esigeva che venissero innalzate sul luogo di sepoltura di un martire (in questo caso San Lorenzo).

## Schema di condivisione
La chiesa occupa la parte centrale del complesso monastico, avendo il suo accesso attraverso il Cortile dei Re. In cima ad una scalinata che comprende tutta la facciata, si arriva a un atrio fiancheggiato da due torri. Poi c'é quello che José de Sigüenza, cronista dell'opera, denominava "il tempio piccolo", uno spazio quadrato sotto il coro che veniva utilizzato come chiesa per i fedeli esterni al monastero. Da qui, tramite una zona che è un secondo atrio interno, si giunge nel tempio propriamente detto, in fondo al quale si trova la cappella maggiore che ospita l'altare. Annessa è la sagrestia.
Il tempio è una basilica anche se non in senso architettonico, in quanto non possiede una pianta basilicale. Questa è costituita da un quadrato perfetto di 50 metri di lato con quattro pilastri in posizione centrale che danno luogo alla formazione di tre navate. Questa pianta centralizzata rispondeva alla concezione che dell'armonia universale esisteva dal XV secolo e al suo riflesso sui luoghi sacri. Ciò nonostante, la costruzione del monastero iniziò nel 1563, lo stesso anno in cui terminava il Concilio di Trento nel quale si era deciso che tutte le chiese dovessero avere una pianta a croce latina. Per risolvere questo problema, il tetto del tempio fu esteso ad est, sopra la cappella principale, e ad ovest, coprendo il coro e l'atrio; in questo modo si otteneva l'aspetto esteriore di una grande navata. Allo stesso modo, la navata centrale perpendicolare a quell'asse venne realizzata con un tetto di uguale altezza, formando nell'insieme una perfetta croce latina che, in realtà, non corrisponde alla pianta interna del tempio.
All'interno, oltre alla cappella maggiore, si aprono due grandi cappelle in fondo alle navate laterali e un grande numero di cappelle minori dotate di molti altri altari. Nel progetto di Juan de Herrera (vedere immagine della pianta in galleria) vengono numerate dall'1 al 36, con la scritta nel "Sommario": "Sono tutti altari che servono all'interno del Tempio, e oltre ad essi c'è l'altare maggiore e i due laterali delle Reliquie designati L.M. Negli oratori DD.EE ci sono altri due altari, e nel sottocoro ci sono altri due altari dove si dice Messa". In totale ci sono 44 altari.

## Aspetti costruttivi
Le navate sono coperte da volte sostenute da archi. Tutto ciò gravita sui muri perimetrali e su quattro spessi pilastri dorici centrali, di 8 metri di lato, distanti tra loro 15,50 metri. Lo spazio che definiscono, a modo di crociera, è chiuso da un tamburo circolare sostenuto da quattro costoloni. In esso si aprono otto finestroni che forniscono luce naturale. La copertura è data da una cupola di 17 metri di diametro sormontata da una lanterna che alla sua sommità ha una sfera metallica di 2 metri di diametro sulla quale è innalzata una croce. L'altezza totale, al punto più elevato della croce, è di 95 metri rispetto al pavimento.
Il "tempio piccolo" o sottocoro riproduce su scala ridotta la forma del tempio principale. Di pianta quadrata, possiede quattro pilastri centrati che sostengono una volta circolare sostenuta da costoloni (cupola piatta, circolare). Dato che questo spazio rimane sotto il coro e che, pertanto, la sua altezza è modesta, gli archi principali non sono semicircolari e la volta è talmente ribassata da sembrare quasi piatta.
Tutta l'opera è realizzata in granito. Il pavimento è di marmo bianco della Sierra de los Filabres (Granada) e grigio di Estremoz (Portogallo).

## Facciata
Poiché la Basilica è circondata da altri corpi di fabbrica del complesso monastico, rimane visibile solamente la facciata occidentale, la stessa dalla quale si accede all'interno. Occupa tutto un lato del Cortile dei Re.
Il disegno della facciata non è unitario, differenziandosi in due livelli che corrispondono ai due ordini sovrapposti di cui è composta. Quello superiore, arretrato, non presenta alcun elemento formale di rilievo, se non il semplice frontone privo di qualsiasi ornamento. Quello inferiore, invece, è aggettante ed è costituito da un portico tetrastilo di ordine tuscanico, nelle cui tre intercolonne si aprono altrettante porte sotto un arco semicircolare. Sono sei le semicolonne che lo formano, dunque quelle estreme sono doppie. In corrispondenza di ognuna di tali colonne di alzano sei piedistalli che sostengono le effigi in marmo di quei re di Giuda che in qualche modo si relazionarono con il Tempio di Salomone. Nel centro, come protagonisti, si trovano le statue di David e Salomone. Tutte portano, nel piedistallo, un'iscrizione allusiva al rispettivo monarca, la cui redazione venne fatta dal grande umanista Benito Arias Montano. Da sinistra a destra sono questi i re e le loro rispettive iscrizioni:
- Giosafat (Josaphat), oltre ad ostentare lo scettro nella mano destra, come tutti, porta nella sinistra un'ascia e ha accanto un agnello. «Lucis ablatis legem propagavit».
- Ezechia (Ezechias) ha accanto a lui un caprone. «Mundata cupola phasé celebravit». (phasé = pasqua in ebraico).
- Davide ha un'arpa appoggiata al suolo e una spada. «Operis exemplar a Domino recepit».
- Salomone esibisce un libro nella mano sinistra. «Templum Dño aedificatum dedicavit».
- Giosia (Iosias) tiene lo scettro nella mano sinistra e il Libro della Legge nella destra. «Mole legis Domini invenit».
- Manasse (Manasses) tiene una squadra e un compasso. «Contritus altare D. instauravit».

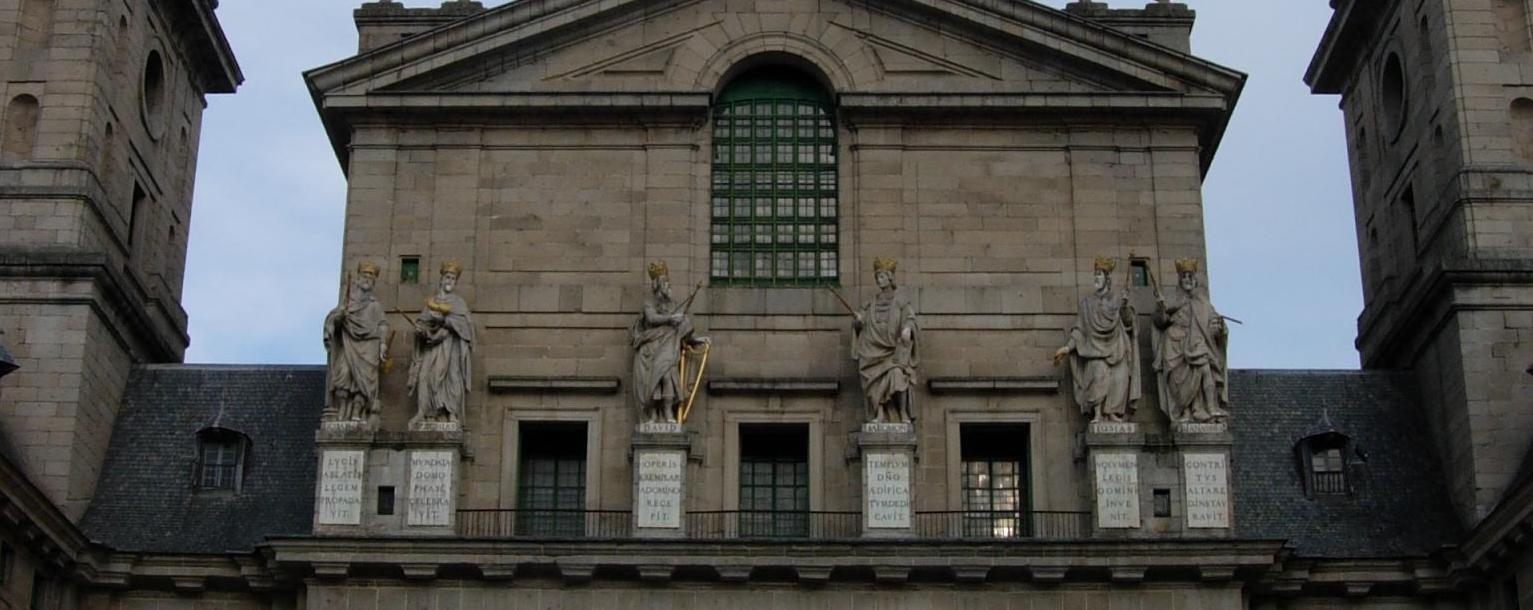
I re di Giuda

Le sei statue, come quella di San Lorenzo che presiede l'ingresso al recinto monastico della facciata occidentale, si devono alla mano di Juan Bautista Monegro.
La tradizione vuole che le statue siano state realizzate da un unico masso: Seis reyes y un santo ((el San Lorenzo de la fachada)) salieron de este canto, y aun sobró para otro tanto (da esso uscirono sei re e un santo (il San Lorenzo della facciata), e c'era ancora dell'altro). Il masso in questione è visibile nei pressi della cosiddetta Cattedra di Filippo II, su un monte vicino.

## Interno

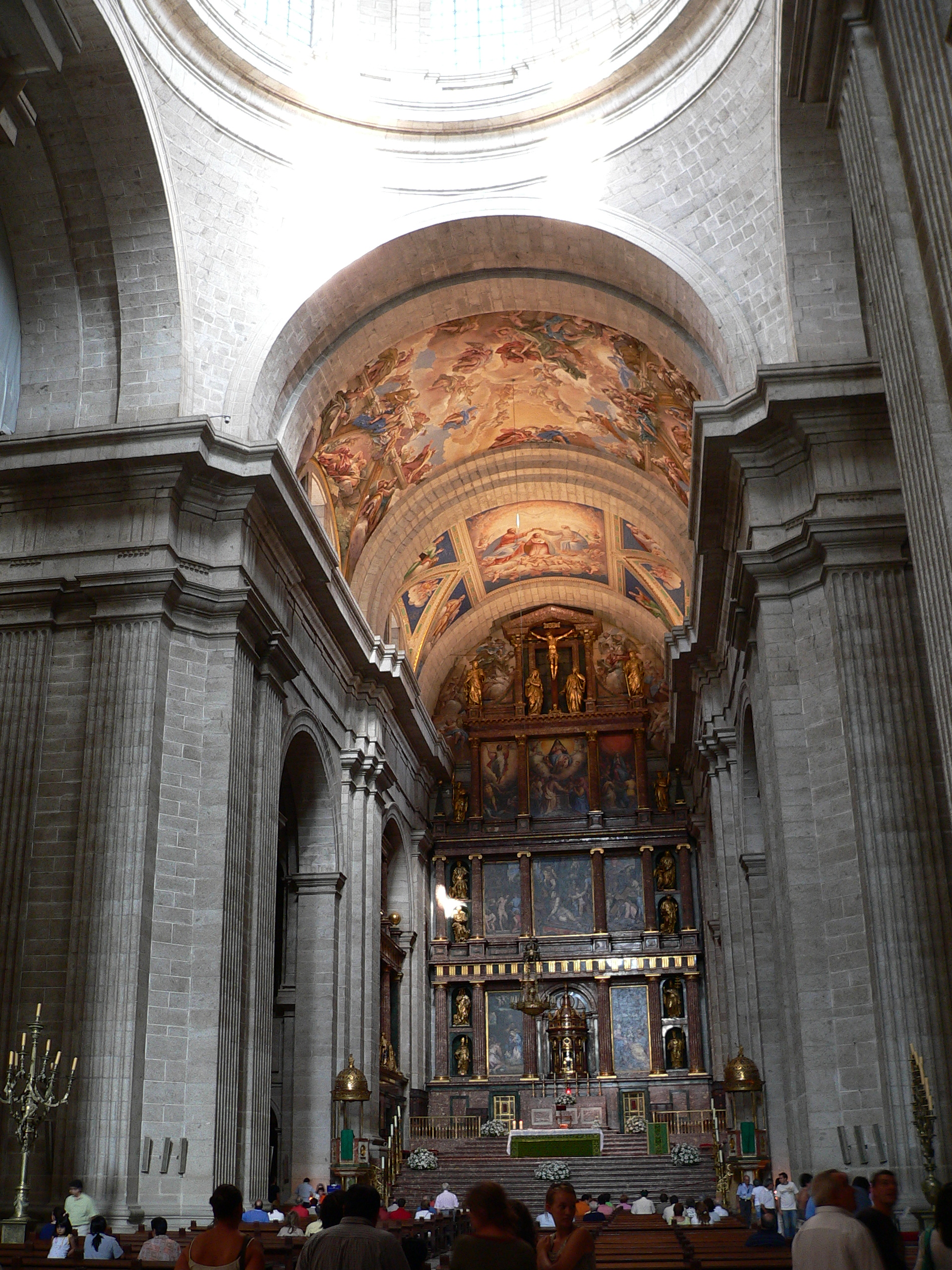
Altare maggiore della Basilica.

Le volte sono state affrescate da Luca Giordano all'epoca di Carlo II. Contengono le seguenti rappresentazioni:
- Sopra il coro: Il giudizio finale.
- Innanzi alla cappella maggiore: Morte, sepoltura e assunzione della Vergine.
- Nella navata destra:
  - Allegoria dell'Immacolata.
  - Vittoria degli israeliti sugli amaleciti.
  - Il giudizio di San Gerolamo.
- Nella navata sinistra:
  - L'annunciazione, la concezione, la nascita di Gesù e l'adorazione.
  - Gli israeliti in viaggio nel deserto.
  - Il trionfo della Chiesa militante.

Nel coro, la volta è adornata con un affresco di Luca Cambiaso rappresentante La Gloria. Ai lati dei due organi si trovano quattro grandi pale disegnate da Cambiaso e terminate da Rómulo Cincinato (che rappresentano due episodi della vita di San Lorenzo e altri due della vita di San Gerolamo).
Le pale dei numerosi altari (più di quaranta), contengono dipinti di Juan Fernández de Navarrete, Federico Zuccari, Juan Gómez, Luca Cambiaso, Luis de Carvajal, Pellegrino Tibaldi, Diego de Urbina, Rómulo Cincinato, Alonso Sánchez Coello e Michael Coxcie.
Nella cappella dell'angolo nord-occidentale si trova un Crocifisso  in marmo bianco a dimensione naturale, opera di Benvenuto Cellini, che venne donato a Filippo II, nel 1576, dal granduca di Toscana. Inusualmente, Cellini scolpì il corpo di Gesù totalmente nudo, con i genitali scoperti, anche se si suole coprirli con un panno bianco.

## La cappella maggiore
La sua volta presenta un affresco di Luca Cambiaso che rappresenta La coronazione della Vergine. La pala di 30 metri di altezza, datata 1579, fu disegnata da Juan de Herrera e realizzata, in marmi molto variegati, da Jacopo Nizzola. Le sculture che vi si trovano (un totale di 15) sono state realizzate da Leone Leoni e da suo figlio Pompeo, scultori di Milano. L'opera in marmo venne realizzata da Juan Bautista Comane, al quale, alla sua morte, succedette il fratello Pedro Castello, che finì e levigò le colonne di diaspro, terminando la sua opera nel 1594, quando era già lo scultore del re.
La pala è divisa in quattro corpi o zone orizzontali, divise da colonne impiegate al modo romano, ossia, sovrapponendo gli ordini di ognuna.

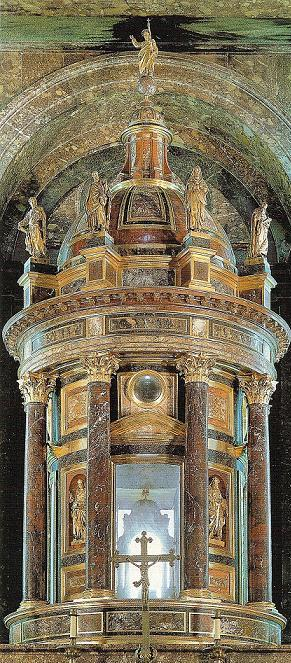
Tabernacolo dell'altare maggiore

Il primo corpo o zona inferiore della pala è dorico e consta di cinque compartimenti. Il centrale è occupato da Tabernacolo, e ai lati, due immagini di Pellegrino Tibaldi. Il secondo corpo è ionico, uguale nella sua disposizione al primo; le immagini sono state realizzate da Tibaldi e Federico Zuccari, e nelle corrispondenti nicchie sovrapposte, le statue più grandi delle dimensioni naturali, dei Quattro Evangelisti.
La terza zona o corpo è in ordine corinzio, presenta soltanto quattro colonne e nei tre spazi sono collocati altrettanti pannelli di Zuccari. Negli estremi si trovano due statue, anch'esse in dimensioni maggiori del naturale, degli Apostoli Andrea e Giacomo.
L'ultimo corpo ha soltanto due colonne, tra le quali si forma una cappella con un Calvario, Cristo morto in croce tra la Vergine e San Giovanni, opera di commovente realismo. Negli estremi, due sculture dei santi Pietro e Paolo, con nel piede di quest'ultimo la firma "Pompeius Leoni (fecit), 1588".
In questo luogo, in precedenza Filippo II aveva chiesto al pittore Tiziano una versione del martirio di Santo Lorenzo, ma l'opera risultante era così scura che non si vedeva bene, e venne sistemata nella vicina Chiesa vecchia dove si trova ancora oggi.
Il Tabernacolo costituisce un gioiello nell'insieme della pala maggiore. La sua altezza totale è di 4.50 metri e il suo diametro, di 2. Progettato da Juan de Herrera, venne realizzato da Jacopo Nizzola, che ricevette l'incarico nel 1579. Venne smontato prima dell'invasione francese e restaurato successivamente da Manuel Urquiza, per ordine di Ferdinando VII, anche se un gioiello di inestimable valore come la ricopertura interna, in oro e pietre preziose con "un topazio della dimensione di un pugno", è andato perduto irrimediabilmente.
Due monumenti situati ad entrambi i lati dell'altare accolgono i cenotafi dell'imperatore Carlo V e di suo figlio Filippo II. Alla sinistra guardando la pala, quello dell'Imperatore, accompagnato da sua moglie Isabella d'Aviz, dall'infanta María, figlia di entrambi, e dalle infanti Leonor e María, sorelle di Carlo I. Alla destra, quello del re accompagnato della sua quarta moglie Anna d'Asburgo, madre di Filippo III, della sua precedente moglie Elisabetta di Valois e dalla prima delle quattro, Maria Emanuela d'Aviz, madre dell'infante don Carlo, che appare dietro di lei. Le statue sono opera di Leone Leoni e di suo figlio Pompeo, realizzate in bronzo dorato con incrostazioni di pietre e smalti. Vennero realizzate a Milano e poi assemblate nella Basilica nel 1587.

## La sagrestia
È una sala spaziosa di 30 x 9 metri, la cui volta è stata dipinta da Niccolò Granello e Fabrizio Castello. Sulle pareti vi sono tavole di Cristo in croce e L'agonia nell'orto degli olivi di Tiziano, Discesa dalla croce e La liberazione di San Pietro di Jusepe de Ribera, Santa Eugenia e San Pietro di El Greco e altre di Luca Giordano e Francisco de Zurbarán.
Speciale menzione merita la tavola di Claudio Coello, La sacra Forma, che rappresenta la pala situata nella parete di fondo; questo altare è stato realizzato in marmo con ornamenti in bronzo dorato dall'architetto José dell'Olmo. Vi è rappresentata la storia della Sacra Forma di Gorkum, che si suppone profanata dagli eretici e recuperata da Rodolfo II d'Asburgo, che la consegnò a Filippo II. Oltre questo altare, opera chiave del barocco spagnolo, la sagrestia è adornata da numerose opere d'arte, oltre a quelle già menzionate di Tiziano, Ribera e Giordano.

## Il carillón e i quattro organi
Il carillon odierno della basilica (uno strumento capace di riprodurre melodie meccanicamente mediante il suono di campane) è dedicato alla regina Sofia di Grecia. È una ricostruzione recente dello strumento della fine del XVII secolo, che a sua volta aveva sostituito il carillon originale (opera del fiammingo Peter van der Ghein) andato distrutto nell'incendio del 1671.
Quattro grandi organi sono situati simmetricamente, due a due, negli estremi della crociera e ai lati del coro. Costruiti dai fiamminghi Gilles e Michael Brevost nel 1584, in origine erano corredati da altri tre organi più piccoli. Anche questi distrutti dal fuoco nel 1671, vennero ricostruiti da Pedro de Liborna Echevarría. Solo nel 1964, Eusebio Soto e Ramón González di Amezúa rinnovarono completamente gli strumenti. Attualmente, le oltre 15.000 canne possedute dai quattro strumenti, possono essere controllate totalmente da un'unica consolle, o indipendentemente dalle loro rispettive tastiere.

## Galleria d'immagini

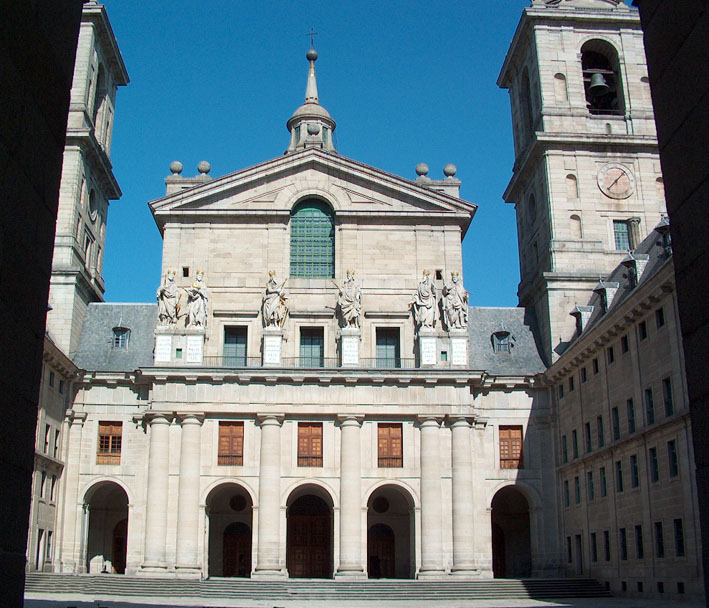
Facciata
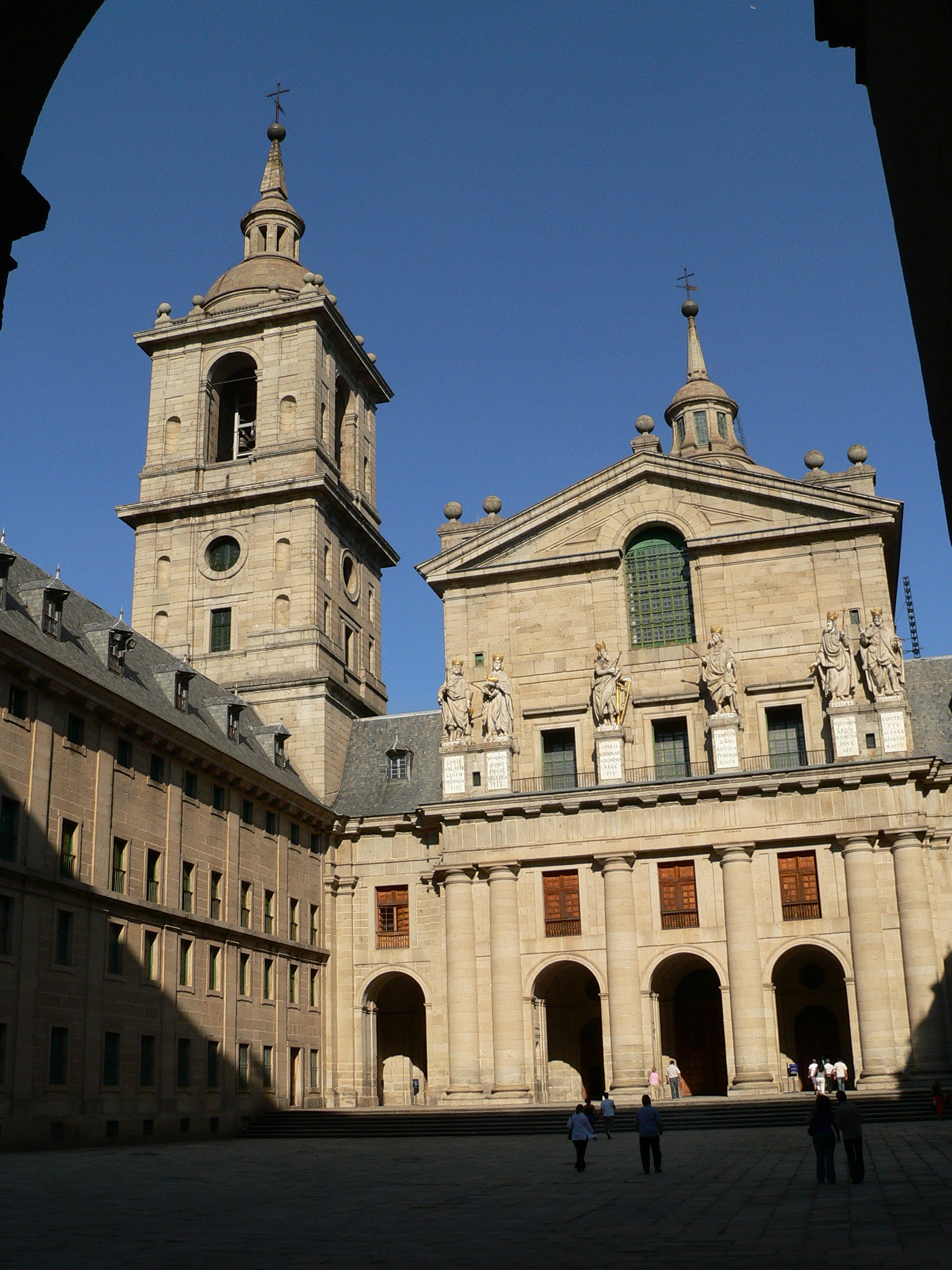
Facciata
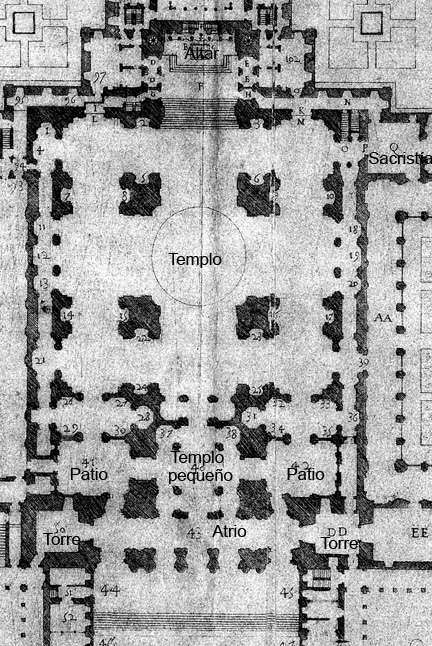
Pianta, secondo Juan de Herrera
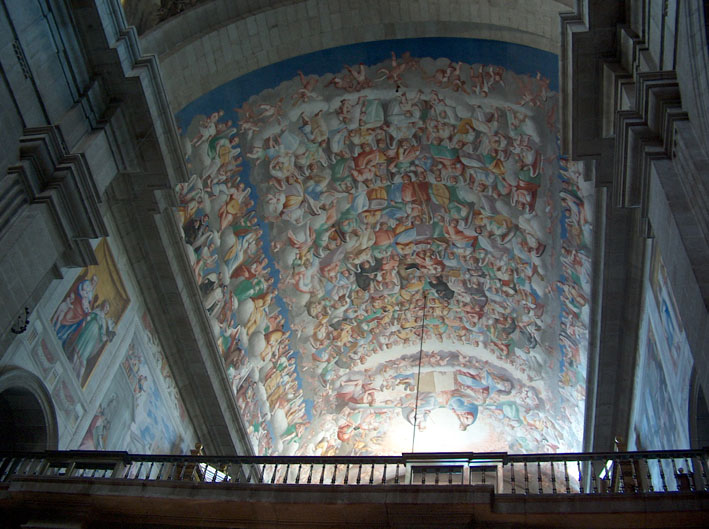
Volta del coro con affresco di Luca Cambiaso
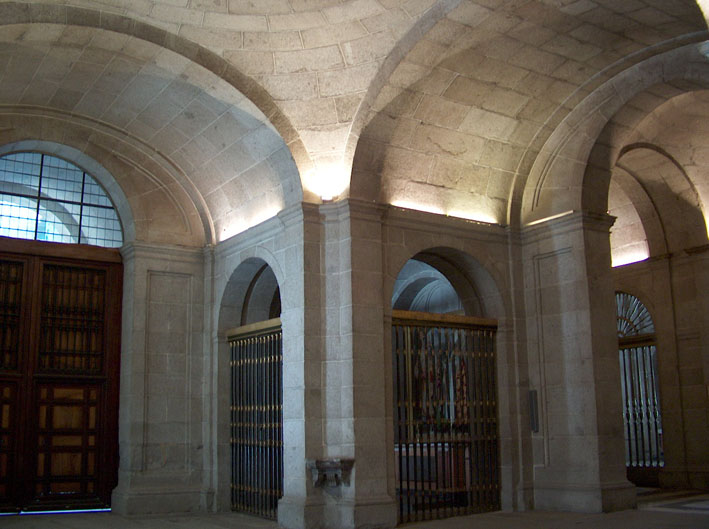
Tempio piccolo
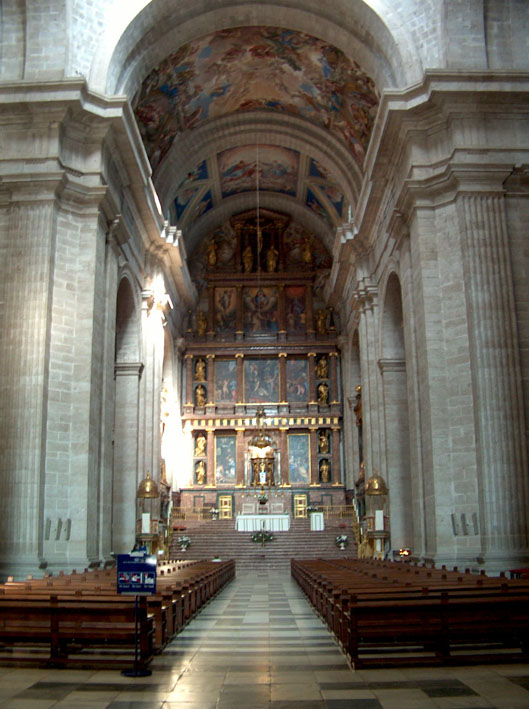
Navata principale
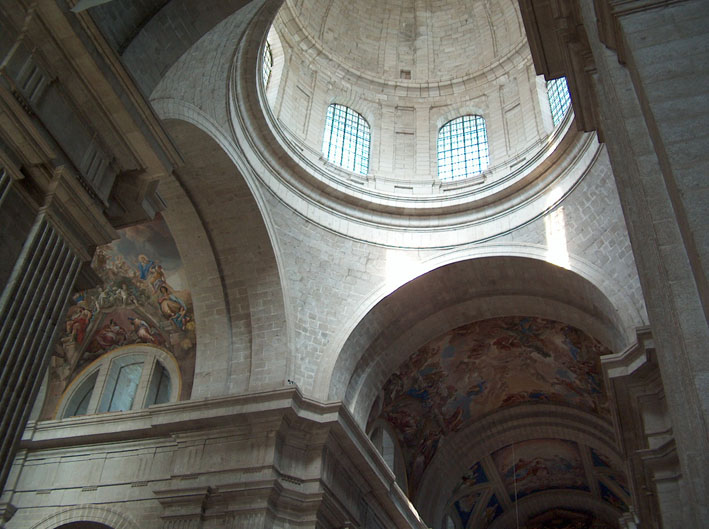
Cupola sulla crociera
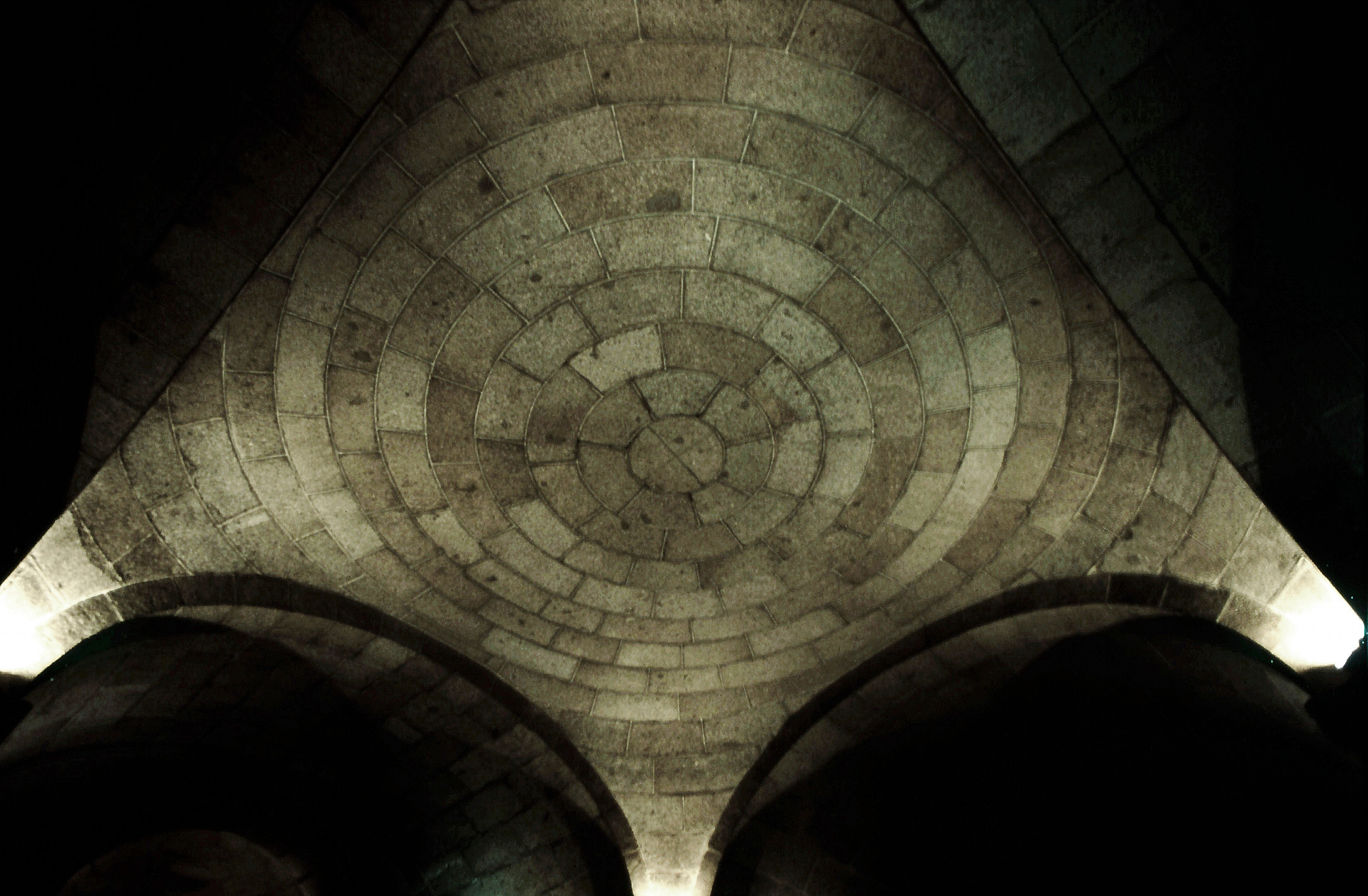
Volta piatta
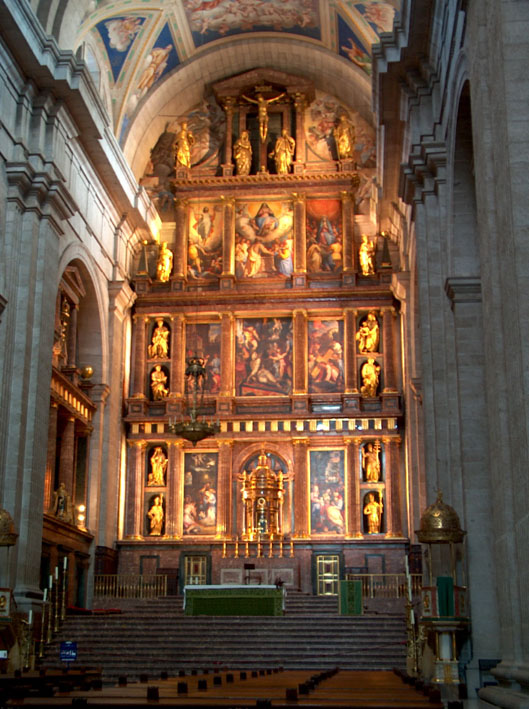
Pala della cappella maggiore
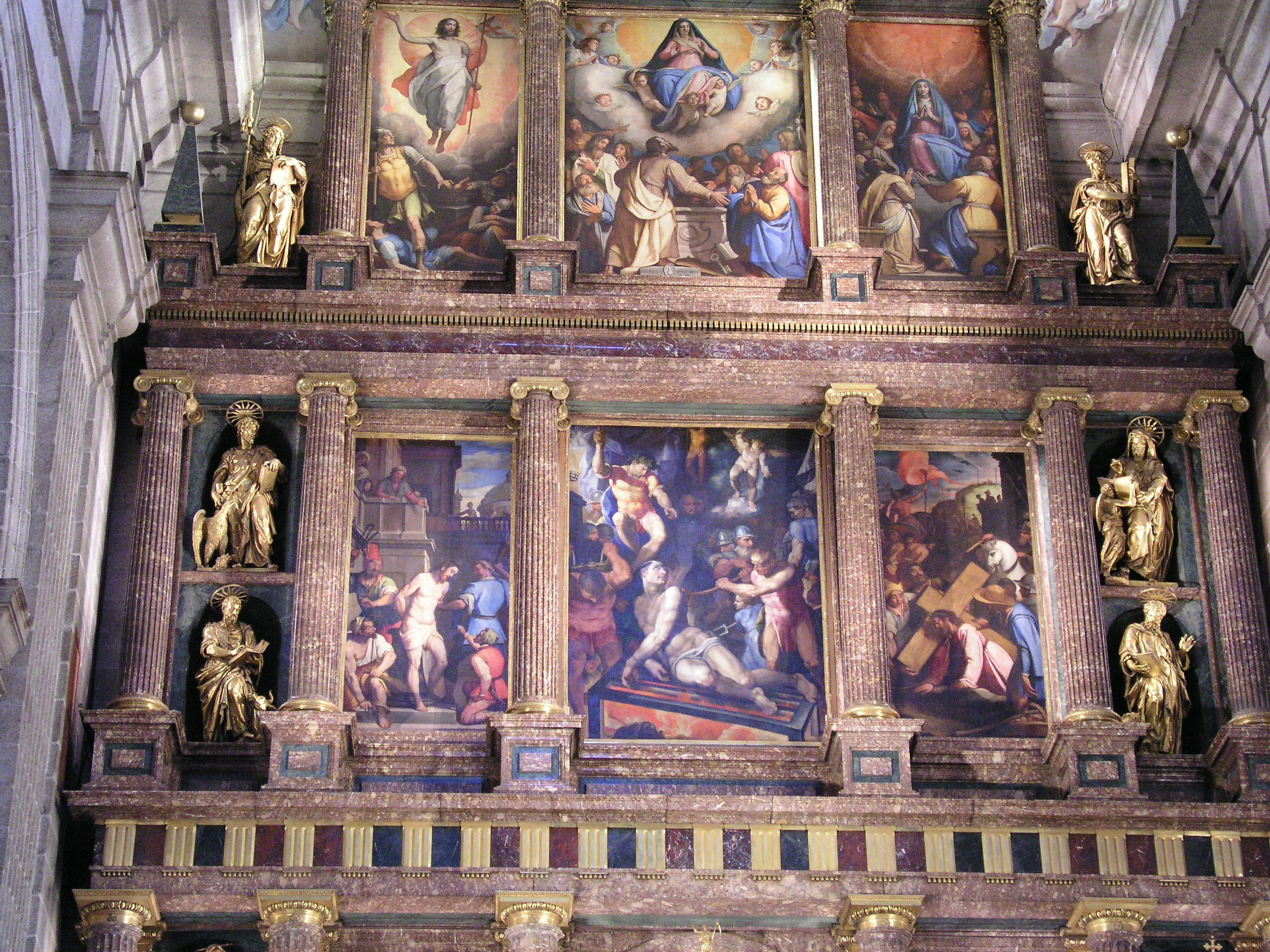
Dettaglio della pala
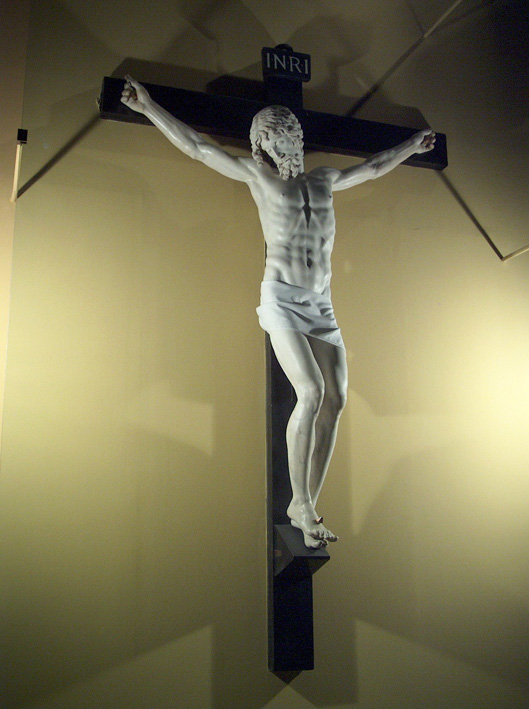
Crocifisso di Benvenuto Cellini
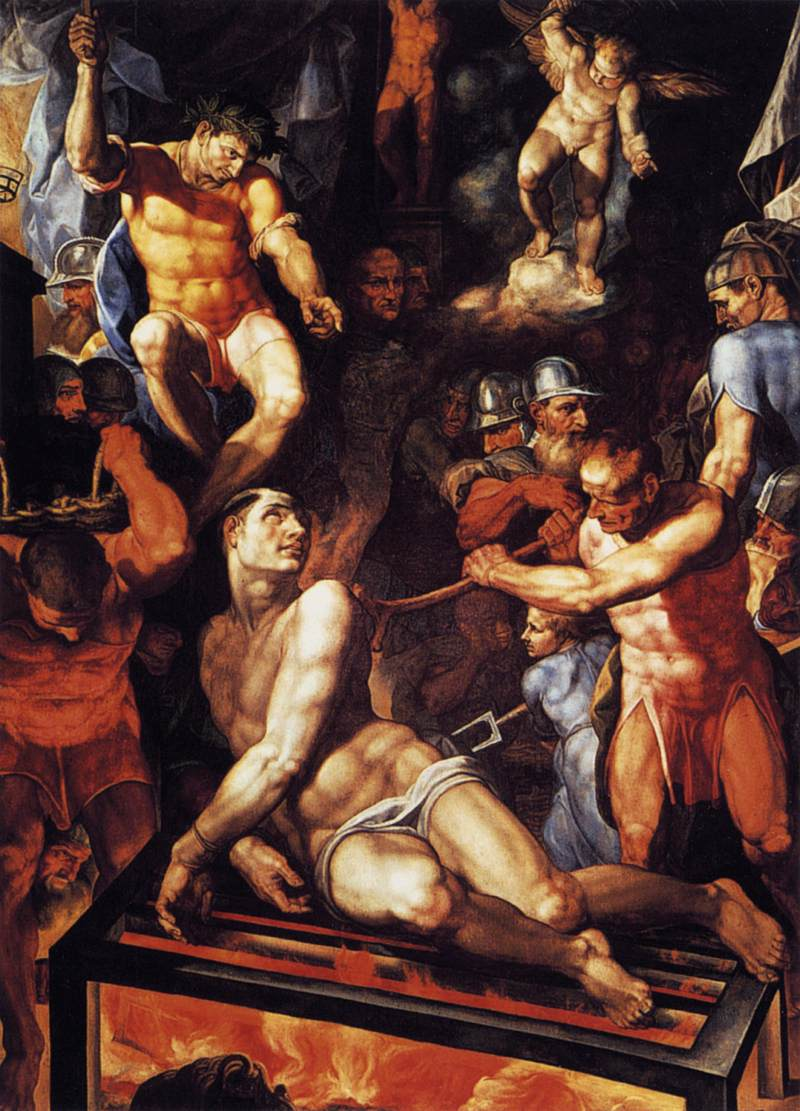
Il martirio di san Lorenzo, di Pellegrino Tibaldi, nel pannello centrale della pala maggiore